# روكروا
روكروا هي بلدية فرنسية تقع في إقليم الأردين في منطقة غراند إيست. 